# Heliport
Un heliport és una instal·lació aeroportuària destinada a ser utilitzada totalment o parcialment a l'arribada, sortida i moviment d'helicòpters. A diferència dels aeroports els heliports no necessiten grans superfícies, ja que els helicòpters es poden enlairar i aterrar verticalment.

## Ubicacions habituals

### Hospitals
En casos d'accidents greus o necessitat d'evacuació mèdica en localitzacions remotes per accedir-hi amb altres mitjans se solen utilitzar helicòpters medicalitzats. A Catalunya el Sistema d'Emergències Mèdiques (SEM) compta amb 4 helicòpters basats en heliports a Sant Cugat del Vallès, Girona, Móra d'Ebre i Tremp. Així mateix els hospitals principals compten amb pistes d'aterratge per helicòpters.

### Embarcacions
Diverses embarcacions modernes disposen de superfícies dissenyades per a operar amb helicòpters. Són habituals en grans vaixells de passatgers, vaixells de guardacostes o oceanogràfics així com vaixells militars. Tot i això alguns disposen només d'una pisat d'aterratge d'helicòpters (o helipad en anglès). Les embarcacions militars com ara corbetes o fragates solen tenir una coberta de vol amb hangar a popa per operar amb helicòpters amb funcions de lluita anti-submarina o cerca i rescat.

### Gratacels
Alguns gratacels compten amb heliports al terrat, ja sigui per funcions de transport o per a l'evacuació en cas d'incendi o altres emergències.

### Illots
Alguns illots rocosos de difícil accés disposen d'heliports. És el cas per exemple de l'illot Háidrangur, a l'arxipèlag de Vestmannaeyjar, que té un heliport per donar accés al far Þrídrangaviti.

## Galeria

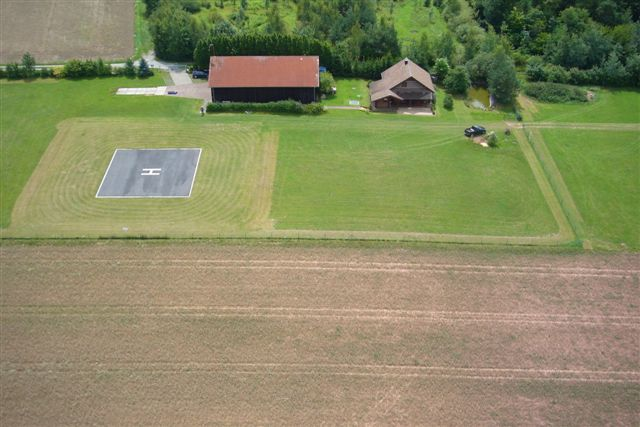
Heliport privat a Alemanya.
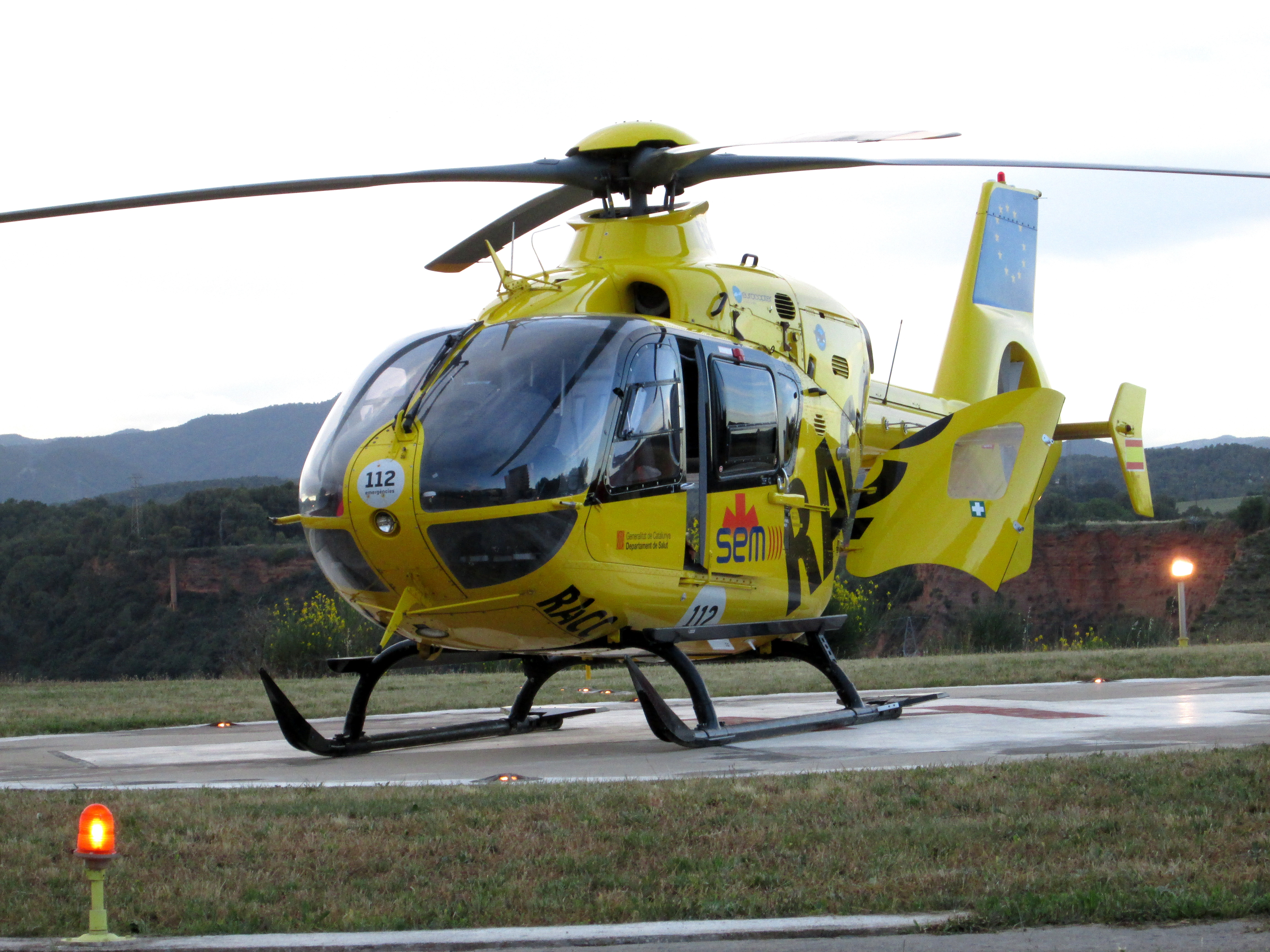
Helicòpter medicalitzat a l'heliport de l'Hospital de Sabadell.
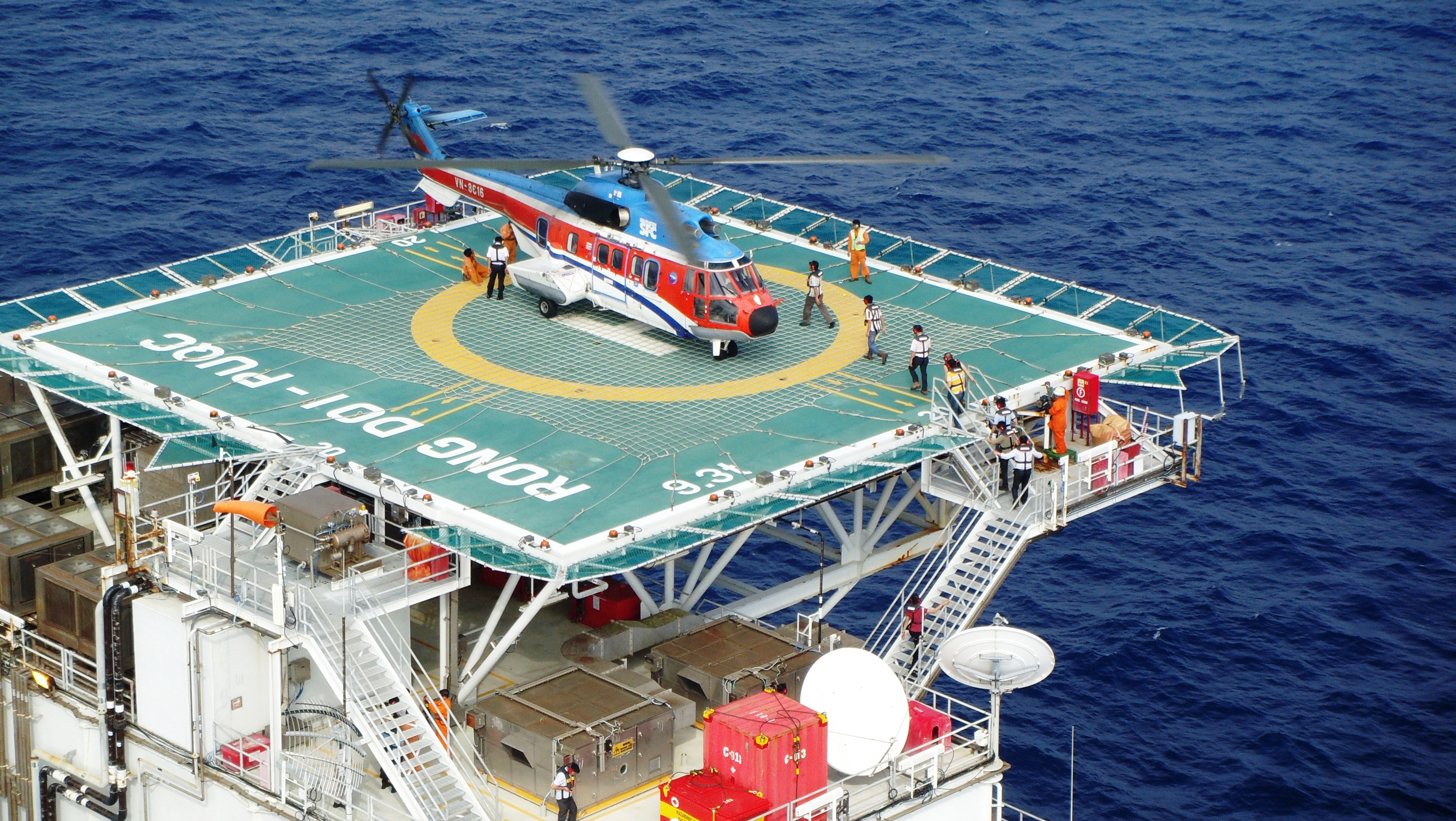
Heliport d'una plataforma petroliera.
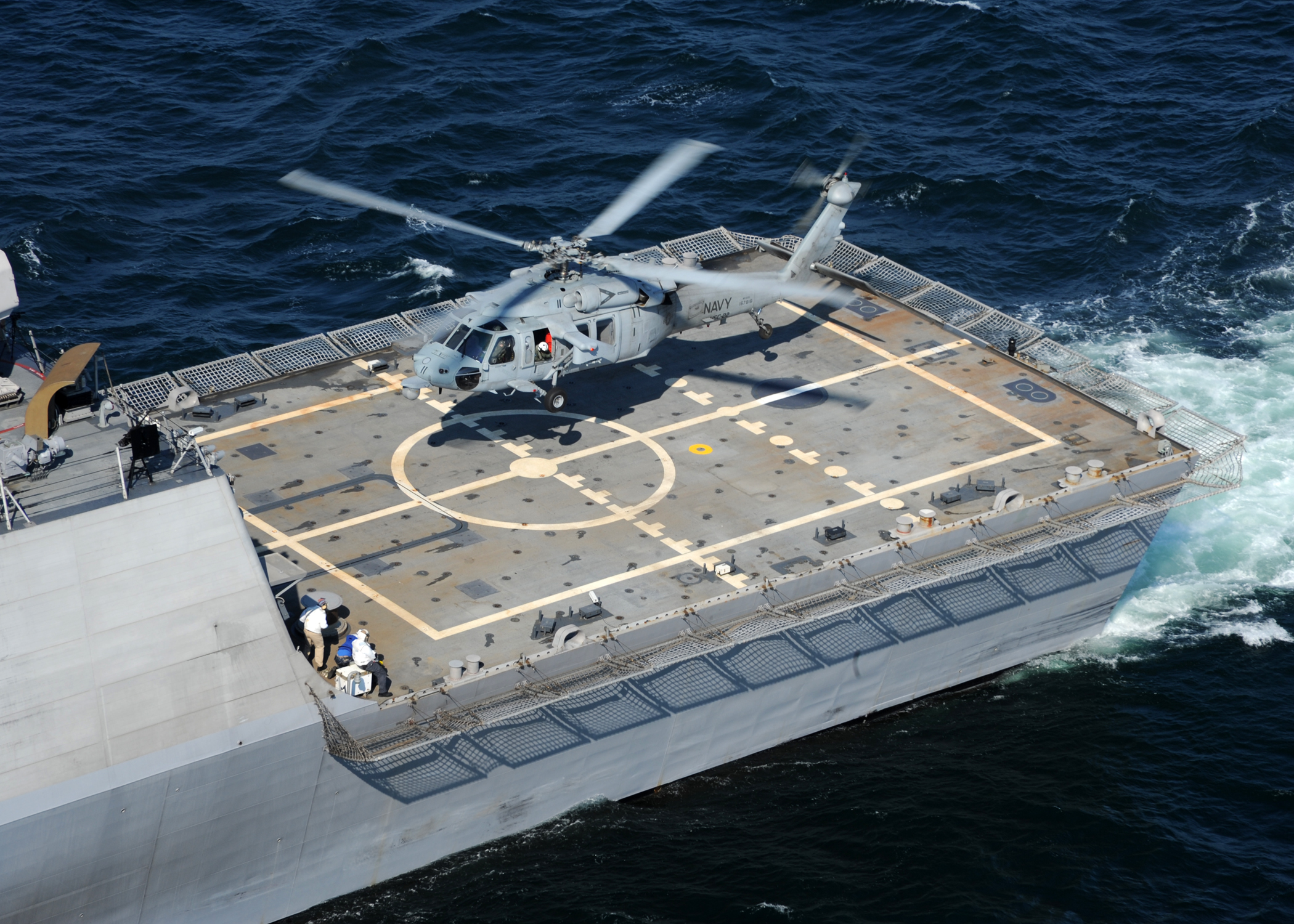
Helicòpter MH-60 Sea Hawk a la coberta de vol de l'USS Freedom.